# Йон Арне Риисе
Йон Арне Семунсет Риисе (на норвежки: John Arne Semundseth Riise, наричан в Англия Джон Арни Рийзе) е бивш норвежки футболист. Роден е на 24 септември 1980 г. в норвежкия град Молде. Започва своята професионална кариера през 1997 г. в отбора на родния си град Олесунс. От 1998 до 2001 г. играе във френския Монако. От юли 2001 г. е играч на Ливърпул. През лятото на 2008 г. преминава в италианския Рома, а от 2011 играе за Фулъм.